# Милев, Эмил
Эмил Милев (болг. Емил Милев, англ. Emil Milev, родился 2 мая 1968 в Софии) — болгарский и американский (с 2009 года) стрелок, серебряный призёр летних Олимпийских игр 1996 года от Болгарии в стрельбе из скорострельного пистолета на дистанции 25 м, победитель Кубка мира по стрельбе 2013 года. Участвовал в Олимпийских играх шесть раз: с 1992 по 2004 годы выступал за Болгарию, в 2012 и 2016 годах представлял США.

## Биография
Стрелковым спортом начал заниматься в клубе «Левски» в 1983 году, предпочитая стрельбу из пневматического пистолета. Позже переключился на пулевую стрельбу из скорострельного пистолета. Его дебют состоялся в 1989 году на чемпионате Европы в Загребе, где он занял 4-е место в стрельбе из скорострельного пистолета с дистанции 25 м.
В 1992 году Милев дебютировал на Олимпиаде в Барселоне: в стрельбе из скорострельного пистолета с 25 м он показал лишь 20-й результат в квалификации (этот же результат продемонстрировал и спортсмен Ким Бон Чхоль из КНДР) и не прошёл в полуфинал. Спустя два года в личном первенстве на чемпионате мира в Милане Эмил завоевал серебряную медаль в той же дисциплине. В 1995 году он взял серебряную медаль на чемпионате Европы в Цюрихе в стрельбе из скорострельного пистолета с 25 м, а также выступил в соревнованиях по стрельбе из стандартного пистолета с 25 м, заняв 8-е место.
В 1996 году в Атланте Милев выиграл свою единственную олимпийскую награду: выступая в той же стрельбе из скорострельного пистолета с 25 м, он занял второе место в квалификации с 590 очками, пропустив вперёд победителя предыдущих игр в Барселоне Ральфа Шумана, и набрал в финале 102,1 очко. По сумме у Милева получились 692,1 очка, однако опередить Шумана он не смог, став серебряным призёром игр. В 1997 и 1999 годах он также принял участие в соревнованиях по стрельбе из пневматического пистолета с 10 м в рамках этапов Кубка мира в Гаване и Мюнхене, но не попал даже в Топ-20 ни на одном из этапов (23-е и 92-е места соответственно). В 1999 году он стал бронзовым призёром чемпионата Европы в Бордо в стрельбе из скорострельного пистолета с 25 м.
В 2000 году Милев выступил на летних Олимпийских играх в Сиднее. Снова соревнуясь в стрельбе из скорострельного пистолета с 25 м, он вышел в финал, где набрал 684,5 очков, однако ровно 0,1 балла отделили его от третьего места, которое занял румын Юлиан Райча. В 2004 году в этой же дисциплине в Афинах он занял 9-е место, не попав в финал: по словам бронзового призёра Афин и чемпиона Сиднея Сергея Алифиренко, у Милева в Афинах было «слишком сильное желание победить, чтобы контролировать себя». Путёвку на Олимпиаду Милев получил, выиграв в апреле 2002 года этап Кубка мира в Сиднее. В том же 2004 году Милев переехал в США, пройдя процедуру натурализации и став членом сборной США с 2009 года, с согласия Болгарской федерации спортивной стрельбы. Он устроился на работу в начальную школу имени Букера Вашингтона в Тампе (штат Флорида), а в 2010 году вместе со своим тренером Владимиром Шишковым учредил компанию Pardini USA, занимающуюся продажей спортивного оружия и снаряжения к нему. Является также членом одноимённой стрелковой академии.
В 2012 году Милев представлял уже США на летних Олимпийских играх: в соревнованиях по стрельбе из скорострельного пистолета с 25 м он занял 13-е место в квалификации и выбыл из борьбы, поскольку проходных мест было всего 6. В 2016 году Милев квалифицировался на Олимпиаду в Рио-де-Жанейро, став вторым после Уильяма Макмиллана в истории американского спорта стрелком с участием в шести и более Олимпиадах. В Рио-де-Жанейро он занял 12-е место и снова не прошёл в финал. С сентября 2017 года Милев является главным тренером команды университета штата Огайо.
В активе Милева есть 70 участий в разных этапах Кубка мира по стрельбе, в ходе которых он завоевал 5 золотых, 6 серебряных и 4 бронзовых награды. Золотые медали он выигрывал в 1996 и 1997 годах в Гаване, в 2002 году на этапах в Шанхае и Сиднее, а также в 2005 году в американском Форт-Беннинге. 15 раз он выходил в финал Кубка мира, однако золотую медаль взял только в 2013 году в Мюнхене (есть серебряная медаль Мюнхена за 1995 год и бронзовые в Мюнхене в 2001 году и в Милане в 2003 году). Также в 2010 году он стал серебряным призёром чемпионата Северной и Южной Америк в Рио-де-Жанейро, а через год на Панамериканских играх выиграл золото в стрельбе из скорострельного пистолета. В 2016, 2017 и 2018 годах выиграл чемпионат США.
Со своей супругой Аниной в браке с 1991 года, есть дети Алекса и Филип. Владеет русским и английским языками, увлекается коллекционированием кружек. Окончил софийский техникум имени А. С. Попова (1987) и Национальную спортивную академию (2001).